# Витоша (Бистриця)
ФК «Витоша» (болг. Футболен Клуб Витоша Бистрица) — болгарський футбольний клуб із села Бистриця, поблизу Софії, заснований у 1958 році. Виступає у Першій лізі. Домашні матчі приймає на стадіоні «Бистриця», потужністю 2 000 глядачів.